# Flávia Reis
Flávia Guimarães Reis (Rio de Janeiro, 29 de março de 1975) é uma atriz, comediante, roteirista e diretora de teatro brasileira.  
Formada na Universidade do Rio de Janeiro, Uni-Rio, bacharel em licenciatura plena nas artes cênicas, tem em sua formação passagem pela Escola Nacional de Circo e cursos com referências da comédia internacional como Léo Bassi (Espanha) e Nani Colombaioni (Itália).  
Ela é conhecida por seus personagens cômicos no teatro e por participar de produções no cinema e televisão.

## Biografia
Flávia nasceu no Rio de Janeiro em 29 de março de 1975. Sempre se interessou pela atuação e se formou em artes cênicas pela Universidade Federal do Estado do Rio de Janeiro (UniRio). Durante sua formação acadêmica, ela participou de oficinas de grandes nomes das artes cênicas em diversos países, como Enrico Bonavera e Leris Colombaioni da Itália, Sue Morrison do Canadá e André Riot-Sarcey da França.

## Carreira
Começou sua carreira no teatro montando diversos personagens cômicos que caíram no gosto popular. Ganhou destaque e reconhecimento com o espetáculo Neurótica!, um monólogo escrito por ela mesma. Na peça ela interpreta mais de dez personagens, todos representando mulheres neuróticas. Segundo a atriz, a composição de tantos personagens para esta peça se baseou em outros já apresentados pela atriz. Sua personagem mais conhecida no teatro é a Vanda da Van, a qual surgiu no espetáculo Minha Mãe É Uma Peça, do ator Paulo Gustavo.
Flávia frequentou a Escola Nacional de Circo, onde desenvolveu sua personagem Nena, uma palhaça de jaleco branco. Ela passou a frequentar instituições que atendia crianças hospitalizadas se apresentado como Nena. "A ideia é resgatar o momento da brincadeira na vida dessas crianças", conta a atriz em entrevista à revista Veja Rio. Ela também foi coordenadora do famoso projeto carioca Doutores da Alegria, que também realiza trabalhos com crianças internadas. Em 2009, ela fundou seu próprio grupo chamado Roda Gigante.
Concomitantemente, a atriz também desenvolve carreira na televisão. Em 2011, ela estreou na televisão a convite de seu amigo Paulo Gustavo para integrar o elenco do humorístico 220 Volts, no Multishow. Ao lado de Paulo e Marcus Majella, permaneceu no programa até 2012. Também em 2012, Flávia fez sua estreia em novelas atuando em Amor Eterno Amor, da TV Globo. Na trama ela interpretou a empregada doméstica Divina. Em 2014, ela integrou o elenco do programa Amor & Sexo, onde ela interpretou sua personagem do teatro Nena e outros. Ainda neste ano, ela também fez participações na segunda temporada de Vai que Cola, onde deu vida a vendedora "muambeira" Marli, e também esteve no elenco de Não Tá Fácil Pra Ninguém, ambos no Multishow.
Em 2015 participou de Vai que Cola - O Filme, onde trouxe sua famosa personagem Vanda da Van em uma participação especial. Também em 2015, fez parte dos integrantes do programa humorístico Zorra, da TV Globo, onde permaneceu por seis temporadas até o fim do programa em 2020. Em 2016, fez participações especiais nos filmes Tô Ryca e Doidas & Santas. Em 2019 atuou no sucesso De Pernas pro Ar 3. 
Em 2019, ao lado do pediatra Daniel Becker, encenou no espetáculo Nossos Filhos do Século XXI, o qual unia informações sobre a infância para mães e pais e humor. A peça intercala momentos de palestra com o médico pediatra e encenações cômicas com a atriz interpretando diversos personagens. Durante a pandemia de COVID-19, a peça se converteu em websérie. Em 2020, foi coprotagonista de Não Vamos Pagar Nada, filme indicado ao Grande Otelo de Melhor Filme de Comédia, ao lado de Samantha Schumutz e Edmilson Filho. 2021, participou do reality show LOL: Se Rir, Já Era!, na Amazon Prime Video, onde reuniu-se diversos comediantes com o intuito de fazer os demais rirem e quem rir por último ganha o jogo. A atriz se saiu vencedora da primeira temporada do programa.

## Filmografia

### Televisão
| Ano       | Título                       | Personagem                 | Notas                           |
| --------- | ---------------------------- | -------------------------- | ------------------------------- |
| 2010      | Separação?!                  | Moça na Cafeteria          | Episódio: "A Mancha no Vestido" |
| 2011–2012 | 220 Volts                    | Rita                       |                                 |
| 2012      | Amor Eterno Amor             | Divina                     |                                 |
| 2014      | ATORmentados                 | Nanda Olivieri             |                                 |
| 2014      | Não Tá Fácil Pra Ninguém     | Flávia                     |                                 |
| 2014–2015 | Vai que Cola                 | Marli                      |                                 |
| 2014–2016 | Amor & Sexo                  | Susaninha 27 / Nena / Gina |                                 |
| 2014–2015 | Zorra Total                  | Fernanda                   |                                 |
| 2015–2020 | Zorra                        | Várias personagens         |                                 |
| 2021      | Tô de Graça                  | Jaqueline                  | Episódio: "Favela Pop"          |
| 2021      | LOL: Se Rir, Já Era!         | Participante (Vencedora)   | Temporada 1                     |
| 2022–2023 | Travessia                    | Marineide Cunha            |                                 |
| 2023      | Sem Filtro                   | Valdirene (Val)            |                                 |
| 2023      | Agora Vai                    | Vanelli                    | Especial de fim de ano          |
| 2024      | 5x Comédia                   | Josefina                   | Episódio: "Mal Me Quer"         |
| 2024      | Cosme e Damião: Quase Santos | Kátiadeise                 |                                 |
| 2024–2025 | Garota do Momento            | Jacira da Silva e Silva    |                                 |

### Cinema
| Ano  | Título                  | Personagem                |
| ---- | ----------------------- | ------------------------- |
| 2015 | Entre Abelhas           | Marli                     |
| 2015 | Vai que Cola - O Filme  | Vanda da Van              |
| 2016 | Doidas e Santas         | Entrevistadora            |
| 2016 | Tô Ryca                 | Vendedora da Madame Cloud |
| 2017 | Altas Expectativas      | Dalva                     |
| 2019 | De Pernas pro Ar 3      | Joana                     |
| 2020 | Não Vamos Pagar Nada    | Margarida                 |
| 2022 | Uma Pitada de Sorte     | Raylane                   |
| 2022 | Um Natal Cheio de Graça | Milu                      |

## Teatro
- 2017 - Minha Mãe É uma Peça como Vanda da Van
- 2014/presente - Neurótica! como diversos personagens